# Sandro Cardoso dos Santos
Sandro Cardoso dos Santos (sinh ngày 22 tháng 3 năm 1980) là một cầu thủ bóng đá người Brasil.

## Sự nghiệp câu lạc bộ
Sandro Cardoso dos Santos đã từng chơi cho JEF United Ichihara.

## Thống kê câu lạc bộ

### J.League
| Đội                 | Năm       | J.League | J.League | J.League Cup | J.League Cup | Tổng cộng | Tổng cộng |
| Đội                 | Năm       | Trận     | Bàn      | Trận         | Bàn          | Trận      | Bàn       |
| ------------------- | --------- | -------- | -------- | ------------ | ------------ | --------- | --------- |
| JEF United Ichihara | 2003      | 23       | 8        | 1            | 1            | 24        | 9         |
| JEF United Ichihara | 2004      | 22       | 9        | 4            | 2            | 26        | 11        |
| Tổng cộng           | Tổng cộng | 45       | 17       | 5            | 3            | 50        | 20        |